# Mipmap
En les textures dels gràfics 3D per ordinador, els mapes MIP (comunament anomenats mipmaps), són col·leccions d'imatges de mapes de bits que acompanyen a una textura principal per augmentar la velocitat de renderitzat i reduir els seus artefactes. Es fan servir molt en els videojocs en 3D, simuladors de vol, i altres aplicacions amb imatges tridimensionals. La tècnica es coneix com a mipmapping. L'acrònim "MIP" prové de la frase en llatí multum in parvo, que significa "molt en poc espai". Encara que necessiten més espai en memòria, formen la base de la compressió d'imatges basada en transformació d'ones. El mipmapping va ser inventat per Lance Williams el 1983 i es descriu en el seu text Pyramidal parametrics. Va anomenar piramidal al conjunt de mapes, que es poden veure com una imatge sobre una altra.

## Funcionament

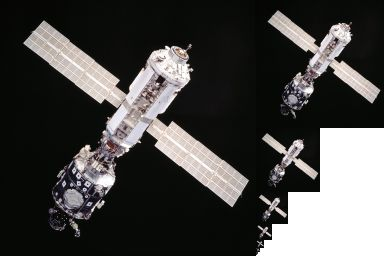
Exemple d'una imatge mipmap: la imatge principal, a l'esquerra, va acompanyada de les còpies filtrades reduïdes.

Cada imatge de mapa de bits del conjunt és una versió reduïda de la textura principal. El renderitzador utilitza la textura principal quan es renderitza a tot detall, i canvia al mipmap adequat quan renderitza la textura des de certa distància o en una mida menor. En realitat el que es fa és interpolar els dos mipmaps més propers. La velocitat de renderitzat augmenta perquè la quantitat de píxels (texel) processats pot ser molt menor que en una textura comú. A més es redueixen els artefactes, ja que després del processament les imatges mipmap es troben sense aliàsing, i el renderitzador no necessita fer antialiàsing. Augmentar o reduir la mida (zoom in o zoom out) d'un mipmap es fa més eficientment.
Per exemple, si la textura principal té una mida de 256 per 256 píxels (típicament les textures són quadrades i la longitud del seu costat és un múltiple de dos), el conjunt de mipmaps associats podria ser de vuit imatges, cadascuna d'un quart de la mida de l'anterior: 128 × 128 píxels, 64 × 64, 32 × 32, 16 × 16, 8 × 8, 4 × 4, 2 × 2, 1 × 1 (un sol píxel). Si l'escena renderitza aquesta textura en un espai de 40 × 40 píxels, es faria servir una interpolació entre els mipmaps de 64 × 64 i 32 × 32. La manera més simple de generar la textura és per mitjanes successius, però poden emprar algoritmes més sofisticats (basats en el processament de senyals i les transformades de Fourier).
L'espai d'emmagatzematge necessari per a aquests mipmaps és d'un terç més que el de la textura original, perquè la suma d'aquestes àrees 1/4 1/16 1/64 1/256 ... convergeix a 1/3 (assumint que no es fa cap mena de compressió).